# プラセボ製薬
プラセボ製薬株式会社（プラセボせいやく）は、滋賀県大津市に本社を置く偽薬の企画・販売を行う企業。

## 概要
2014年、水口直樹が「プラセボ製薬株式会社」を設立。かつて製薬会社に勤めていた水口は、偽薬を求める介護関係者の書き込みを目にしたことをきっかけに事業化を構想。新薬の比較実験で用いられる偽薬を一般向けに販売しようと、社内の新規事業として提案したが採用には至らなかった。構想を実現させるため、介護現場向け偽薬の販売会社として同社を設立した。介護現場向けとしたのは、既に乳糖粉末やタブレットを偽薬として利用者に与える実例があり需要が見込めること、インフォームド・コンセントが求められる医療現場と異なり、偽薬であると本人に開示しなくてもよいことによる。製造は外部に委託し、社内では企画・販売のみを行っている。
2014年7月、還元麦芽糖を原料にした、錠剤と同じ見た目のタブレット「プラセプラス」を発売。発売時点で医療機関向けに提供されている偽薬はあったが、一般向けの販売は同社が初めてだった。有効成分はなく、プラセボ効果を利用して薬の過剰摂取・依存の防止や減薬を促す。包装にPTPシートを用いるなど本物の薬と同じ形態を採っていることから「本物の偽薬」を謳っている。介護施設では、動悸などを訴えるが実際の症状がない利用者に対して、市販薬や精神安定剤の代わりに使用されている。演技や教育のための使用も想定されている。プラセプラスの発売以後、色や形などを変えてラインナップ拡大の検討を進め、2017年には錠剤を橙色にした「プラセプラス・オレンジ200」、2022年には貼用偽薬「プラセパッチ」を発売した。

## 沿革
- 2014年3月 - 兵庫県神戸市で設立。
- 2014年7月 - 瓶入り「プラセプラス」を発売。
- 2015年7月 - PTPシート「プラセプラス30」を発売。
- 2016年8月 - アルミ袋入り「プラセプラス640」を発売。
- 2017年3月 - 和歌山県和歌山市へ本社移転。
- 2018年4月 - 滋賀県大津市へ本社移転。
- 2022年6月 - 貼用「プラセパッチ 冷感テープ」を発売。

## 製品
- 食用偽薬
  - プラセプラス30 - PTPシート包装30錠。
  - プラセプラス200 - アルミ袋入り200錠。
- 貼用偽薬
  - プラセパッチ 冷感テープ

### 過去の製品
- プラセプラス - 瓶入り200錠。(2014年7月発売、2016年12月終売)
- プラセプラス・オレンジ200 - アルミ袋入り200錠、橙色錠剤。(2017年5月発売、2019年11月終売)
- プラセプラス640 - アルミ袋入り640錠。(2016年8月発売、2020年3月終売)